# Brandt Brauer Frick
Brandt Brauer Frick est un groupe de techno allemand, originaire de Berlin. Le projet se base sur des sons issus de l'instrumentarium de la musique classique, qui ont d'abord été samplés, puis présentés en direct par un ensemble de dix personnes.

## Histoire
Le groupe est formé en 2008 à Berlin. L'approche était de combiner des formules répétitives et groovantes de la musique électronique avec l'univers sonore de la nouvelle musique classique. Pour ce faire, des parties instrumentales d'instruments de musique classique ont été enregistrées et traitées électroniquement sous forme de samples. Le groupe, qui comptait alors trois membres, s'est produit pour la première fois au festival C3 dans le club techno berlinois Berghain. Les instruments utilisés étaient encore la batterie électronique, le clavier et la groovebox. Avec le passage au label de musique !K7, de nouveaux musiciens ont été engagés et la musique a également été jouée en live sous le nom de Brandt Brauer Frick Ensemble. L'ensemble s'est produit lors d'une série de festivals internationaux, dont le Glastonbury Festival, le Coachella Valley Music and Arts Festival ou le Haldern Pop Festival (tous en 2011).
En 2019, le groupe tourne un clip dans une centrale nucléaire autrichienne.

## Instruments
Outre les acteurs principaux qui ont donné leur nom à l'ensemble, celui-ci comprend Mari Sawada (violon), Michael Rauter (violoncelle), Florian Juncker (trombone), Benjamin Grän (tuba), Gunnhildur Einarsdottir (harpe), Matthias Engler (percussions) et Ketan Bhatti (percussions).

## Discographie

### Albums studio
- 2010 : You Make Me Real (!K7)
- 2011 : Mr. Machine (!K7)
- 2013 : Miami (!K7)
- 2016 : Joy (Because Music)
- 2019 : Echo (Because Music)
- 2023 : Multi Faith Prayer Room (Because Music)

### Singles et EP
- 2009 : Iron Man (Tartelet, 2009)
- 2009 : Wallah (The Gym, 2009)
- 2010 : Bop (Tartelet, 2010)
- 2011 : Corky (Tartelet, 2011)